# マルセル・エイメ

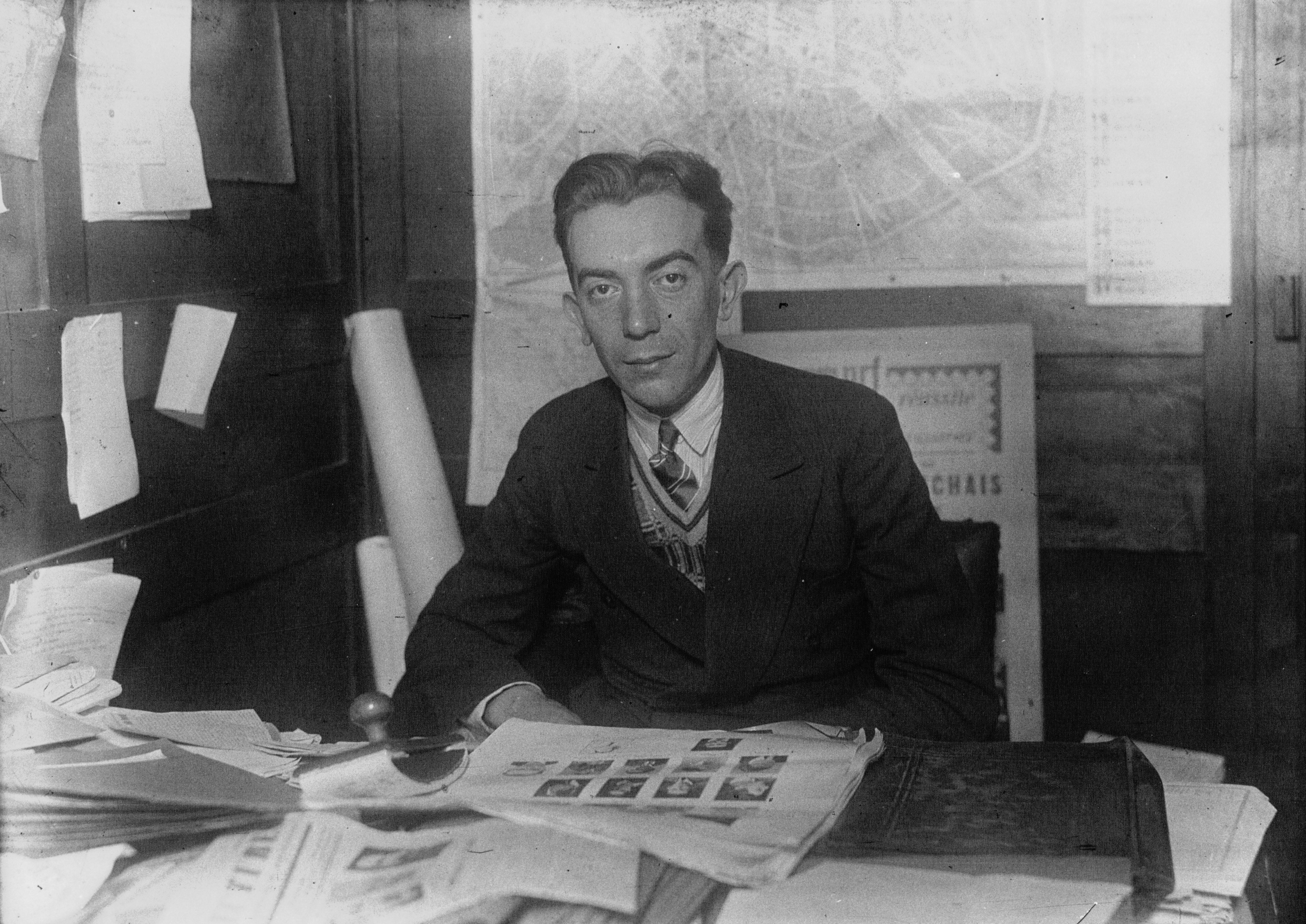
マルセル・エイメ（1929年）

マルセル・エイメ（エメ）（Marcel Aymé 発音例、1902年3月29日 - 1967年10月14日）は、フランスの小説家、劇作家。優れた童話も残している。

## 生涯

### デビューまで
マルセル・エイメは、フランスのブルゴーニュ地域圏・ヨンヌ県（地方行政区画(departement)）にあるジョワニー(Joigny)で7人兄弟(6人とも)の末っ子として産まれる。父は蹄鉄工で一家はさほど裕福ではなかった。2歳の時に母親を失ってからは母方の祖父母の元に引き取られる。
第一次世界大戦終結翌年の1919年、ジュラ県ドル市の高等中学を卒業。その後まもなく語学習得のためドイツへ留学する。途中兵役を挟んで周囲の勧めで医学を学ぶ目的で20歳頃パリに上京すると、新聞記者、銀行員、保険外交員や映画、演劇関連の瑣末な仕事等を転々として暮らし、結局、学業、仕事ともに挫折する。仕事の不首尾については、当人の無愛想な性格・外見も影響したと見られる。その後病を得た彼は、療養のために地元のドル市に帰郷し、そこで小説の執筆を始める。フランスの田舎町に材を取ったゾラになぞらえられる重たい作風の小説作品がほどなく文壇の注目を集めるに至る。(作家としての処女作は1926年に発表された「Brulebois (ブリュールボア)」)

### 多様な文筆活動・1930年代～
1929年、「La Table-aux-Crevés (飢えた人々の食卓)」でルノードー賞、1930年の「La Rue sans nom (名前のない通り)」でポピュリスト賞を相次いで受賞すると、1933年発表の「La Jument Verte (緑の牝馬)」によって彼は作家としての名声を不動のものとする。(時代的に世界恐慌の頃であることを付加したい)
同年製作の自作小説の映画化「La Rue sans nom (名前のない通り)」以降、戦前は1942年まで、戦後は1946年から1965年まで、ドストエフスキー原作の「罪と罰」などいくつもの映画のシナリオ、ダイアローグ、等の仕事に携わる。
また、1934～1946年にかけて連作の童話「Les Contes du Chat perché  (おにごっこ物語)」を発表する。(ちなみに英題は「The Wonderful Farm」)
- 日本において彼の作品は、1939年5月に早くも白水社より短編集「Derrière chez Martin」が刊行されている。(邦題「人生斜断記」鈴木松子・訳)また、江戸川乱歩が彼の作品性を高く評価したことで、ミステリーの読者の間で一定の知名度を有している。

当初古典的で重厚な小説作品を下敷きとしていたとされる彼の作風は、その後不条理な設定の下、人間性や社会の倫理面を風刺的に描写する、おかし味のある幻想的な性質を帯びていった。それらは1943年刊行の「Le Passe-muraille (壁抜け男)」のような短編集などによく表れている。

### 第二次大戦・1940年代
第二次世界大戦中は、ドイツ軍占領下にあって命の危険をおかしてまで迫害を受けるユダヤ人たちの擁護を行い、またその終戦後には、論文が反ユダヤ主義であるとの理由で戦犯として罪を問われた作家ルイ＝フェルディナン・セリーヌ救済に奔走、亡命先のデンマークで投獄されたセリーヌはその後特赦を受け放免される。
いずれも時代の趨勢となっていた扇情的な意見を排して、誤解を恐れず、理性的な振る舞いを呼びかけたもので、人物的に注目すべき豪胆さを有していたことを示すエピソードといえる。

### 劇作家としての成功・1950年代～
1940年代まで、彼の評価は主に小説家としての名望に限られていたが、戦前から書き綴っていた戯曲が1948年にヴィユ・コロンビエ座で初演されると、2年後の1950年に発表した「Clérambard (クレランバール)」が演劇界の激賞を浴びる。(いわく、「モリエールの再来」「年間最高傑作」)
さらに2年後発表された「La Tête des autres (他人の首)」がアンドレ・バルザックの演出により記録的なヒット作となったことで一躍時の人となった。
1954年には「Les quatre vérités (四つの真実)」、1955年の「Les sorcières de Salem (セイラムの魔女)」(脚色)、1956年の「Les oiseaux de lune (月の小鳥たち)」と、1960年代まで立て続けに戯曲を発表し、劇作家としての名声はあがるが、それにつれ活動に占める小説家としての比重は、晩年に向けだんだんと低下していった。
- この頃日本にもそうした話題は及び、1950年代にはいくつかの「小説」「戯曲」が邦訳刊行されている。同時代のフランス語小説としては、“メグレ警視”のシムノンと並んで「最も多く英訳された作家」と言われたエイメだが、こと日本における注目は長続きしなかった。

### 評価・死後
生前彼は、記者などから個人的事柄を詮索されるのを大変嫌い、常々無口で気難しいという風に評された。
1967年10月死去。65歳没。遺体はモンマルトルのサン・ヴァンサン墓地に埋葬される。
1988年ガリマール社の「プレイヤード叢書」に彼の全3冊からなる作品集が収録された。
1996年フランスにおいて代表作の一つ「壁抜け男」がミュージカル化され、1年以上のロングランヒットを記録。日本では1999年劇団四季により初演。以後数度にわたり上演される。

## 記念碑

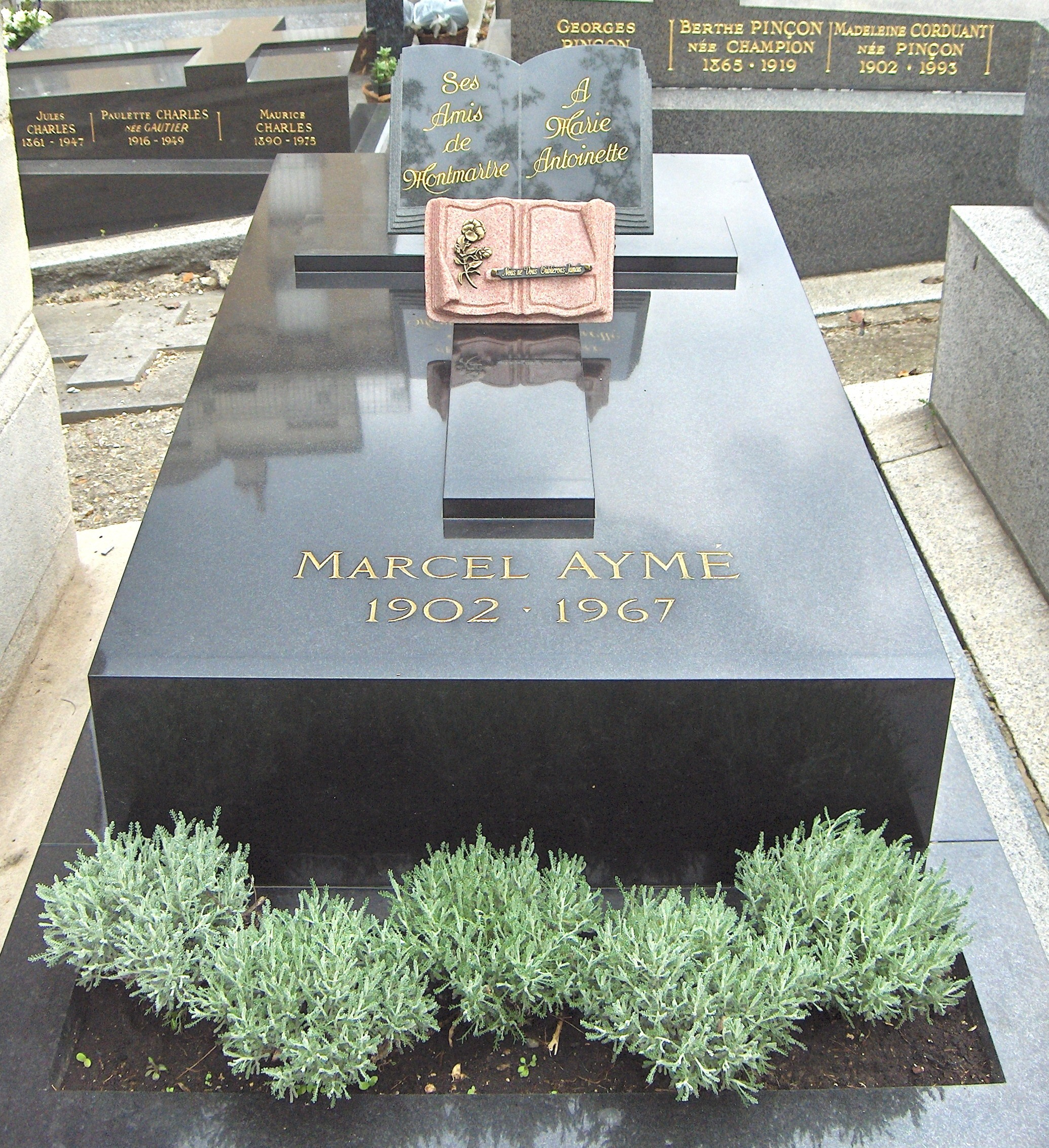
サンヴァンサン墓地にあるエイメの墓

エイメの作品は数多くの映画、テレビ、さらには新聞の漫画などに影響を与えた。
パリに行くと、モンマルトルの一角にあるマルセル・エイメ広場に、彼を顕彰する記念碑を見ることが出来る。そこにはエイメの掌品・『壁抜け男』に由来する彫像が建てられている。

## 主要作品
※太字は邦訳（全訳）有り。邦訳のある作品については初訳時の邦題を採用した。

### 小説
- Brûlebois （ブリュールボア） 1926年
- La Table-aux-Crevés （飢えた人々の食卓） 1929年
- La Rue sans nom （名前のない通り） 1930年
- La jument verte （緑の牝馬） 1933年
  - 「緑の牝馬」　訳・葉田達治 東京創元社 1956年
- Le Nain （こびと） 1934年 短編集
- Maison basse （低い家） 1935年
- Derrière chez Martin （人生斜断記） 1938年 短編集
  - 人生斜断記 訳・鈴木松子 白水社 1939年
  - マルタン君物語 訳・江口清 筑摩書房 1969年、ちくま文庫、1990年
- La Belle Image （第二の顔） 1941年
  - 「第二の顔」 訳・生田耕作 東京創元社 1957年、 創元推理文庫、1982年
- Travelingue 1941年
- Le passe-muraille （壁抜け男）1943年 短編集
  - 「壁抜け男」　訳・長島良三　角川文庫、2000年、※原書とは異なる構成
- Le Chemin des écoliers （学生たちの道） 1946年
- Le Vin de Paris （パリの葡萄酒） 1947年 短編集
- Uranus （天王星） 1948年「ウラヌス」　
  - 「ウラヌス」　訳・平山　修　ブックコム、2022年
- En Arriere（後退） 1950年 短編集

### 随筆
- Le Confort intellectuel （インテリ安泰） 1949年

### 戯曲
- Lucienne et le boucher （リュシエンヌと肉屋） 1947年
- Clérambard （クレランバール） 1950年
  - 「クレランバール」 訳・原千代海 白水社 1956年
- La Tête des autres （他人の首） 1952年
- Les oiseaux de lune （月の小鳥たち） 1956年
  - 「他人の首・月の小鳥たち」 訳・宗左近 東京創元社 1958年

### 童話
- Les contes du chat perché （おにごっこ物語）
  - ※1934～1946にかけて発表された17編からなる連作童話。続刊「もうひとつのおにごっこ物語」と併せて全訳となる。
  - 「おにごっこ物語」 訳・鈴木力衛 岩波少年文庫 1956年
  - 「もうひとつのおにごっこ物語」 訳・金川光夫 岩波少年文庫 1981年
  - 「牧場物語　コント・ルージュ」 訳・飯島耕一 日本ブリタニカ 1980年
  - 「牧場物語　コント・ブルー」 訳・飯島耕一 日本ブリタニカ 1981年
  - 「えのぐからとびだした話」 訳・南本史 講談社 1984年
  - 「猫が耳のうしろをなでるとき」 訳・岸田今日子／浅輪和子 大和書房 1988年

### 日本編集アンソロジー
- 壁抜け男 (Le Passe-muraille) 選・訳／中村真一郎 早川書房〈異色作家短篇集〉 1963年、早川書房、改訂版1976年、新版・2007年、※6編の短編集
- 「クールな男」 (L'indifférent) 選・訳／露崎俊和　福武文庫、1990年
- 新版「マルセル・エメ傑作短編集」 中公文庫 2005年、※7篇の短編集
- 壁抜け男 (Le Passe-muraille) 選・訳／長島良三 角川文庫 2000年